# Dinastia Stuart

Blasó de la Casa Stuart.

La dinastia Stuart neix d'una família d'origen bretó i escocès. Regnaren a Escòcia durant 343 anys (1371-1714) i a Anglaterra durant un període d'uns cent anys. En anglès el llinatge s'escriu Stuart, com en francès (o Stewart). A Escòcia s'escriu Stewart i es pronuncia «Sturt».
Els Stuart han gaudit de nombrosos títols al llarg de la història com comtes d'Arundel i de Lennox, comtes de Moray, marquesos de Bute, ducs d'Albany o ducs d'Aubigny.

## Origen de la família
El fundador de la família Stuart fou Alan Fitzalan (v1104-1177), d'ascendència bretona i escocesa, a qui anomenaven Alain "Le Steward" Fitzalan, perquè era el senescal o majordom dels comtes de Dol-de-Bretagne. Amb el temps el càrrec esdevingué el cognom de la família. Rebé del rei escocès el títol de Lord Great Steward of Scotland (Senyor Gran Senescal d'Escòcia) que utilitzaran cada cap dels Stuart al llarg de les generacions. Des de la seva arribada a Escòcia, els Stuart han estat molt units a les dinasties reials del regne, els Mac Alpin i els Bruce. El seu net Alan es casà amb Eve de Galloway que era una neta del rei anglès Enric I, de la dinastia Normanda.

## La dinastia reial
El seu descendent Robert II, fill de Walter Stuart (1292-1326), fou el primer Stuart rei d'Escòcia. Estava casat amb la princesa Marjorie Bruce d'Escòcia, filla del rei Robert I d'Escòcia. Així s'inicià el canvi de dinastia reial escocesa amb la casa Stuart.
El rei Jaume IV d'Escòcia, que heretà les males relacions amb els reis Tudors d'Anglaterra, intervingué amb un tractat de pau amb el rei Enric VII d'Anglaterra i es casà amb la princesa Margalida d'Anglaterra el 1503. D'aquest matrimoni nasqué Jaume V d'Escòcia.
En la seva estada a França, Maria Stewart, la futura Maria I d'Escòcia, va canviar el seu nom del seu Stewart a Stuart per assegurar la correcta pronunciació de la versió escocesa de Stewart, ja que retenir la lletra w portava problemes als francòfons, els que imitaven als alemanys a l'articular el fonema com /v/ en lloc de /w/. Stuart també va ser adoptat pel seu segon marit, Henry, pare de Jaime I d'Anglaterra i VI d'Escòcia, qui el va introduir en la família reial anglesa l'any 1603.
Quan es quedà vídua, la reina Margalida es casà amb el cavaller Archibald Douglas, Comte d'Angus, i tornà a ser mare de nou. La seva filla fou la mare d'Enric Stuart, Lord Darnley i primer duc d'Albany, que es casà amb l'hereva al tron escocès, Maria Stuart. La darrera Stuart reina d'Escòcia, Maria I fou assassinada per ordre de la reina Elisabet I d'Anglaterra el 1587, i es generà una greu crisi social al regne escocès.
Del matrimoni d'Enric i Maria nasqué un fill, el futur Jaume VI d'Escòcia, qui heretà també el tron anglès el 1603 amb el nom de Jaume I d'Anglaterra. La unió dels trons escocès i anglès formalitzà el regne de la Gran Bretanya.

## La unió dinàstica: Escòcia i Anglaterra
El seu fill, Carles I d'Anglaterra i d'Escòcia que tenia molt bones connexions amb França, tampoc ajudà a millorar les relacions amb els seus súbdits en casar-se el 1625 amb una princesa francesa, Enriqueta Maria de França, filla del rei Enric IV de França i Maria de Mèdici.

## La Commonwealth d'Anglaterra
A Anglaterra esclatà la primera Guerra Civil el 1642. El rei Carles I Stuart, que pretenia agrupar totes les illes britàniques sota una única corona, fou capturat i ajusticiat el 1649 i s'establí una república anomenada Commonwealth d'Anglaterra.
Mort de Carles I, el succeí el seu fill, Carles II, que fou reconegut immediatament a Escòcia, però no a Anglaterra, on era viva la guerra. Després de la derrota a la batalla de Worcester (1651) Carles II va marxar a l'exili durant nou anys al continent europeu. Primer s'establiren a França i després als Països Baixos espanyols i als Països Baixos del nord

## La restauració
El 1660 es produí la restauració anglesa, i entre 1660 i 1685 Carles II regnà a la Gran Bretanya (Anglaterra, Gal·les, Irlanda i Escòcia). Molt unit a França, era un home de creences catòliques que va voler atorgar una llei que donés llibertat religiosa pel poble britànic. La coneguda llei era la "Reial Declaració de Indulgencia" de 1672, però el parlament el va obligar a retirar-la. Morí el 1685 reconvertit al catolicisme.
A Carles II el succeí el seu germà, Jaume II d'Anglaterra. Aquest nou monarca va combatre dues rebel·lions internes a Anglaterra. Morí el 1689 després convertir-se al catolicisme com havia fet el seu germà.
A Jaume II el succeïren la seva neboda Maria Stuart (coronada Maria II d'Anglaterra i Escòcia, filla de Jaume II d'Anglaterra) i el seu marit Guillem d'Orange-Nassau (que regnà com Guillem III d'Anglaterra). Foren entronitzats reis de la Gran Bretanya l'11 d'abril de 1689. Guillem III morí el 1702.
Als reis Guillem III i a Maria II d'Anglaterra, el succeïren al tron la seva filla, la princesa hereva Anna Orange, Anna I d'Anglaterra, el 1702. La futura reina havia tingut molts de problemes per donar fills sans i després de molts avortaments i nens que morien al néixer, tingué al príncep Guillem, duc de Gloucester, que morí amb onze anys el 1701, provocant una forta crisis dinàstica.
La llavors hereva al tron, fou coneguda pel famós "Acte d'Establiment" de 1701 que exclou els catòlics de pujar al tron de la Gran Bretanya, i així deixar fora de successió al pretendent més vell de la família Stuart. En cas de morir sense descendència la reina Anna, passaria el tron a la dinastia Hannover, (veure Regne de Hannover) en mans de Sofia del Palatinat, electora de Hannover, luterana i descendent del rei Jaume I Stuart d'Anglaterra. Durant el regnat de la reina Anna I, Anglaterra tingué una forta relació en la coneguda Guerra de Successió d'Espanya (1700-1715), ja que va estar al costat del pretendent al tron espanyol, l'emperador Carles VI d'Habsburg.
Aquesta reina morí el 1714 deixant al tron a Jordi I d'Anglaterra, i a la nova dinastia, els Hannover. Jordi era fill de l'hereva de la reina Anna d'Anglaterra, però aquesta morí el 28 de maig de 1714.

## Els Stuart primitius
- Alain Le Dapifer, cavaller francès i senescal de Dol
- Flaad I Fitzalan (que vol dir, fill d'Alain)
- Alain Fitzalan (1080-1101), comte d'Arundel.
- Walter "Le Steward" Fitzalan (v1104-1177)
- Alan Stuart que morí el 1204 i estava casat amb Eva de Galloway i de Normandia (filla de la princesa Joana d'Anglaterra).
- Flaad II Stuart - Era partidari del rei Enric I d'Anglaterra.

Flaad II va fer el possible per ajudar a Anglaterra per aconseguir la Bretanya, lloc on els Stuart feren riqueses.
- Walter Stuart
- Alexander Stuart (1214-1283)
- Jaume o Jacob Stuart (v1243-1309)
- Walter Stuart (1292-1326) senyor del castell de Bathgate en West Lothian (Escòcia)
- Robert II Stuard d'Escòcia (1316-1390) net per via materna del rei Robert I d'Escòcia de la dinastia Bruce.

## Els Stuart, reis d'Escòcia
- Robert II d'Escòcia (1316-1390), rei d'Escòcia de 1371 a 1390.
- Robert III d'Escòcia (1337-1406), rei d'Escòcia de 1390 a 1406.
- Jaume I d'Escòcia (1394-1437), rei d'Escòcia de 1406 a 1437 (També conegut com a Jacob I)
- Jaume II d'Escòcia (1430-1460), rei d'Escòcia de 1437 a 1460
- Jaume III d'Escòcia (1452-1488), rei d'Escòcia de 1460 a 1488
- Jaume IV d'Escòcia (1473-1513), rei d'Escòcia de 1488 a 1513
- Jaume V d'Escòcia (1512-1542), rei d'Escòcia de 1513 a 1542
- Maria I d'Escòcia (1542-1587), reina d'Escòcia de 1542 a 1567
- Jaume VI d'Escòcia (1566-1625), rei d'Escòcia de 1567 a 1625

## Els Stuart, reis d'Anglaterra
- Jaume VI d'Escòcia i Jaume I d'Anglaterra, rei de 1603 a 1625.
- Carles I d'Escòcia i Carles I d'Anglaterra, rei de 1625 a 1649.

1649-1660: Interregne. República d'Escòcia i Anglaterra amb el protectorat d'Oliver i Richard Cromwell.
- Carles II d'Escòcia i Carles II d'Anglaterra, rei de 1660 a 1685.
- Jaume VII d'Escòcia i Jaume II d'Anglaterra, rei de 1685 a 1688 (germà del rei anterior).

1688: Deposició del tron del rei Jaume II d'Anglaterra.
- Maria II d'Anglaterra i d'Escòcia, reina de 1689 a 1694. Va estar casada amb el rei holandès, Guillem III d'Orange.
- Anna I d'Escòcia i Anna I d'Anglaterra, de la dinastia Orange, però que regnà com Anna Stuart de 1702 a 1714.